# Pacific Life Open 2004
Pacific Life Open 2004 — профессиональный теннисный турнир, в 31-й раз проводившийся в небольшом калифорнийском городке Индиан-Уэллсе на открытых хардовых кортах. Мужской турнир входил в серию Мастерс, а женский — в серию турниров 1-й категории. Калифорнийский турнир открывает мини-серию из двух турниров, основная сетка которых играется более 1 недели (следом прошёл турнир в Майами). Соревнования были проведены на кортах Indian Wells Tennis Garden — с 10 по 21 марта.
Прошлогодние победители:
- мужчины одиночки —  Ллейтон Хьюитт.
- женщины одиночки —  Ким Клейстерс.
- мужчины пары —  Евгений Кафельников /  Уэйн Феррейра.
- женщины пары —  Линдсей Дэвенпорт /  Лиза Реймонд.

## Соревнования

### Одиночный турнир

#### Мужчины
Роджер Федерер обыграл  Тима Хенмена со счётом 6-3, 6-3.
- Федерер выиграл 3-й одиночный титул в сезоне и 14-й за карьеру в основном туре ассоциации.
- Хенмен сыграл 1-й в сезоне и 27-й за карьеру одиночный финал в основном туре ассоциации. Этого его второй финал на местном турнире (до этого в 2002 году)

#### Женщины
Жюстин Энен-Арденн обыграла  Линдсей Дэвенпорт со счётом 6-1, 6-4.
- Энен-Арденн выиграла 4-й одиночный титул в сезоне и 18-й за карьеру в основном туре ассоциации.
- Дэвенпорт сыграла 2-й в сезоне и 71-й за карьеру одиночный финал в основном туре ассоциации.

### Парный турнир

#### Мужчины
Арно Клеман /  Себастьен Грожан обыграли  Уэйна Блэка /  Кевина Ульетта со счётом 6-3, 4-6, 7-5.
- Клеман выиграл 1-й в сезоне и 3-й за карьеру парный титул в туре ассоциации.
- Грожан выиграл 1-й в сезоне и 4-й за карьеру парный титул в туре ассоциации.

#### Женщины
Вирхиния Руано Паскуаль /  Паола Суарес обыграли  Светлану Кузнецову /  Елену Лиховцеву со счётом 6-1, 6-2.
- Руано Паскуаль выиграла 2-й в сезоне и 25-й за карьеру парный титул в туре ассоциации.
- Суарес выиграла 2-й в сезоне и 32-й за карьеру парный титул в туре ассоциации.